# Иван Шубашић
Иван Шубашић (Вукова Горица, 7. мај 1892 — Загреб, 22. март 1955), хрватски и југословенски политичар и правник. Био је функционер Хрватске сељачке странке, близак династији Карађорђевић. После стварања Бановине Хрватске постао је њен бан. Након Априлског рата избегао је из земље и био члан емигрантске владе. Био је председник последње емигрантске владе Краљевине Југославије, која је постигла споразум са НКОЈ. У току рата 1944. вратио земљу, а марта 1945. постао потпредседник у влади Тито-Шубашић.

## Биографија
Рођен је 7. маја 1892. у Вуковој Горици, близу Карловца.
Основну школу и гимназију је завршио у Загребу. Након тога, уписао је Теолошки факултет. У време Првог светског рата мобилисан у Аустроугарску војску и учествовао у борбама на Дрини 1914. Након тога, послат на Источни фронт. Ту је ступио у добровољачке јединице Српске војске и учествовао у пробоју Солунског фронта. Одликован је Орденом Белог орла са мачевима, похваљен је армијском похвалницом команданта Прве армије јер је 3. (16.) септембра "бомбама продро кроз 'Кобургов редут'".
Регент Александар га је даривао Орденом Карађорђеве звезде са мачевима другог реда.
По завршетку рата, студирао и докторирао право на Загребачком свеучилишту. Отворио своју адвокатску канцеларију у Врбаском. Ту се упознао и са вођом ХСС, Влатком Мачеком и убрзо приступио истој странци. За народног посланика изабран је 1938. године.

#### Бан Бановине Хрватске
Као угледан човек, радио је као посредник између Двора принца Павла Карађорђевића и Влатка Мачека о решењу хрватског питања. Именован је за бана Бановине Хрватске после споразума Цветковић-Мачек у јесен 1939. године.
За време Априлског рата боравио у Загребу. Одбио да пусти на слободу затворене комунисте пре немачког уласка у Загреб.

#### У избегличкој влади
Био је уско повезан са владом генерала Симовића и са њом је напустио земљу. После већих оставка појединих министра Симовићеве владе, добио је место једног од краљевог намесника. После краћег боравка у Лондону, отпутовао је у САД у саставу владине делегације. У Америци остаје све до почетка 1944. када на подстицај премијера Черчила прихвата да састави нову владу 1. јуна 1944.
У овој влади, др Шубашић је вршио осим функције председника владе и функције министра иностраних послова, министра финансија. Такође је именован заступником министра војске, морнарице и ваздухопловства до избора новог министра, дивизијског генерала Борисава Ристића.
На предлог Черчила упућен је у Југославију да се споразуме са представницима НКОЈ-а и маршалом Титом о формирању заједничке владе.

#### Повратак у Југославију
Борави на Вису од 14−17. јуна 1944, где је потписао са Титом Вишки споразум. Након тога, одлази у Бари где извештава премијера Черчила о резултатима споразума. На поновно инсистирање Черчила, одлази по други пут у Југославију.
Борави у Белој Цркви октобра 1944, а затим у Вршцу октобра где има опсежне разговоре са Титом о саставу нове владе. По формирању привремене владе ДФЈ, 7. марта 1945. у Београду, др Шубашић је добио ресор спољних послова. Већ октобра 1945. поднео је оставку због неслагања са политичким курсом у земљи и напустио владу.
По победи снага ЈНОФ-а на изборима, др Шубашић одлази у Загреб где је и умро 22. марта 1955.